# Dendropsophus minimus
Dendropsophus minimus är en groddjursart som först beskrevs av Ahl 1933.  Dendropsophus minimus ingår i släktet Dendropsophus och familjen lövgrodor. IUCN kategoriserar arten globalt som otillräckligt studerad. Inga underarter finns listade i Catalogue of Life.